# Уонгби
Уонгби (вьет. Uông Bí, тьы-ном 汪秘) — город провинциального подчинения, расположенный во Вьетнаме, в провинции Куангнинь.

## География

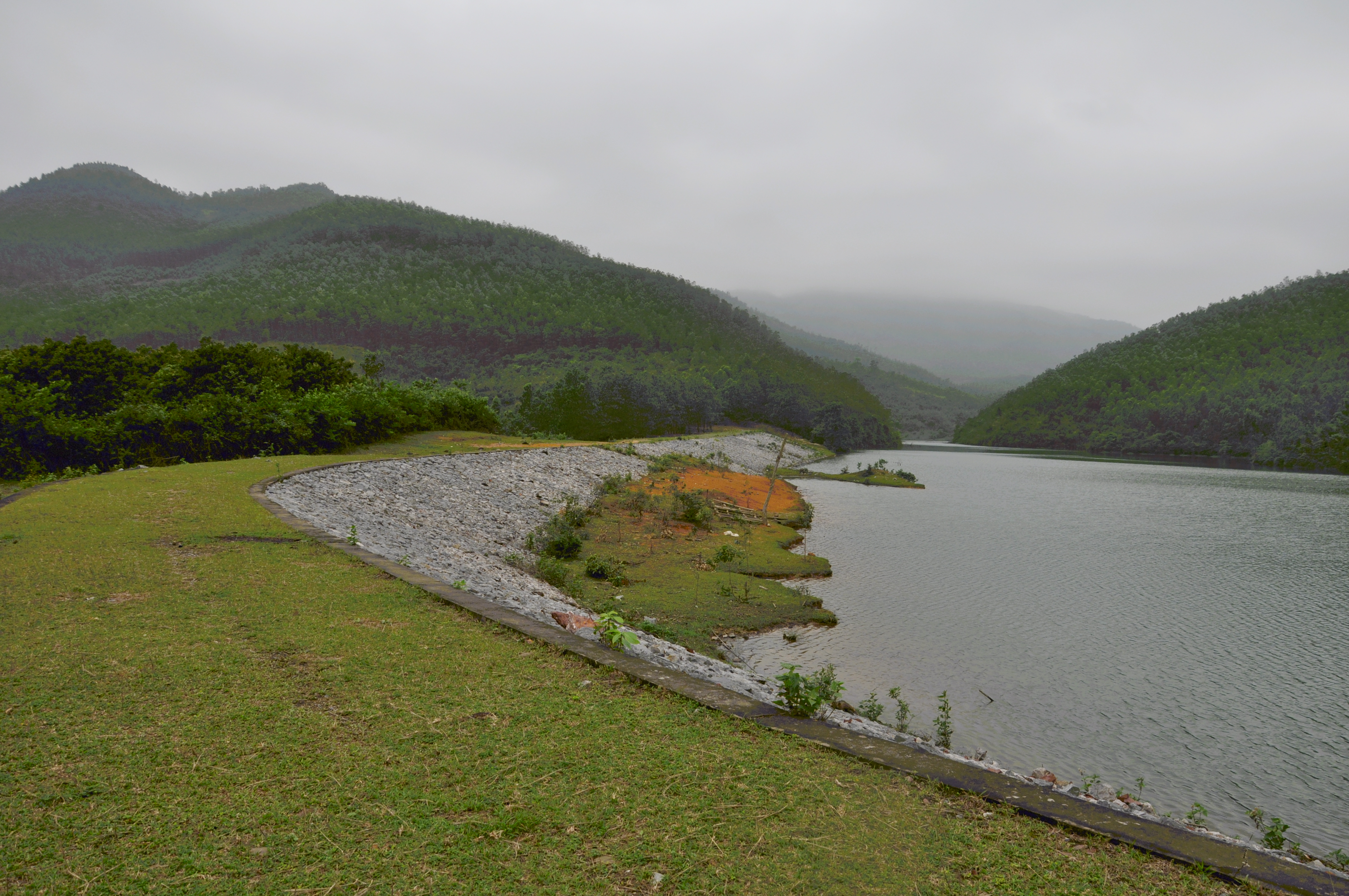
Близ Уонгби

Город Уонгби находится на западе провинции Куангнинь; расстояние от него до Ханоя — 130 км, до Хайфона — 30 км, до Халонга — 45 км. Уонгби граничит с уездами Хоаньбо, Донгчьеу, Тхюингуен, Шондонг и городом Куангйен. Положение города расценивается как стратегическое, так как рядом находится северная граница страны.

## Рельеф и климат
Рельеф Уонгби на 2/3 гористый: северная часть города расположена в горах Куангнинь и хребте Хонгтьеу. Топографически можно выделить три региона: плоскогорье (65,04 %), низину (26,90 %) и долины (1,2 %). По территории города с севера на юг течёт три реки — Синь (вьет. Sinh), Тьенйен (вьет. Tiên Yên) и Уонг (вьет. Uông).
Климат города одновременно проявляет свойства горного и прибрежного из-за близости гор на севере и побережья на юге. Среднегодовая температура — 22,20° C. В день летом бывает от 6 до 7 солнечных часов, зимой от 3 до 4. В месяц в среднем бывает 24 солнечных дня. За год в Уонгби выпадает около 1600 мм осадков, но бывает и до 2200 мм. Самые дождливые месяцы — июнь, июль, август, а в году дождь бывает примерно 153 дня. Средневысокая относительная влажность — 81 %, средненизкая — 50,8 %.

## История и состав
28 октября 1961 года правительство Вьетнама присвоило Уонгби статус города в составе провинции Хонгкуанг (вьет. Hồng Quảng), позже объединённой с провинцией Хайнинь (вьет. Hải Ninh) в Куангнинь; город был разделён на четыре квартала: Бакшон, Тханьшон, Чынгвыонг, Куангчунг и содержал пять общин: Донгтьен, Намкхе, Фыонгдонг, Фыонгнам, Чыонгйенконг.
22 декабря 1965 года, во время Вьетнамской войны, ТЭС при Уонгби подверглась сильным бомбардировкам ста самолётов из авиационных групп Ticonderoga, Enterprise и Kitty Hawk.
10 сентября 1981 года административное деление изменилось, появился городской квартал Вангзань, а из села Донгтьен образовались кварталы Бакшон и Куангчунг. 25 августа 1999 года община Намкхе была преобразована в квартал; община Фыонгдонг разделилась на две: Фыонгдонг и Йентхань. 12 июня 2006 года община Дьенконг попала из уезда Йенхынг под управление города Уонгби. Первого февраля 2008 года министерство строительства присвоило городу Уонгби третью категорию.
25 февраля 2011 года из административной единицы первого порядка Уонгби превратился в город провинциального подчинения. Через полгода общинам Фыонгдонг и Фыонгнам присвоили статус городских кварталов; с тех пор в состав города Уонгби входят девять кварталов и две общины.
28 ноября 2013 года категория города была изменена на вторую.

## Население
| 2012    | 2019    |
| ------- | ------- |
| 174 678 | 120 982 |

## Административное деление
До 25 февраля 2011 года Уонгби был административной единицей первого порядка. 28 ноября 2013 года Уонгби была присвоена 2-я категория.
Город разделён на 11 более мелких административных единиц.
| Название                      | Площадь (км²) | Население (чел) |
| ----------------------------- | ------------- | --------------- |
| Городские кварталы (9)        |               |                 |
| Фыонгнам (вьет. Phương Nam)   | 21,72         | 12.033          |
| Фыонгдонг (вьет. Phương Đông) | 23,98         | 11.616          |
| Йентхань (вьет. Yên Thanh)    | 14,41         | 7.337           |
| Намкхе (вьет. Nam Khê)        | 7,49          | 8.557           |
| Куангчунг (вьет. Quang Trung) | 14,05         | 19.217          |
| Чынгвыонг (вьет. Trưng Vương) | 3,53          | 7.970           |

| Название                              | Площадь (км²) | Население (чел) |
| ------------------------------------- | ------------- | --------------- |
| Городские кварталы (9)                |               |                 |
| Тханьшон (вьет. Thanh Sơn)            | 9,46          | 12.707          |
| Бакшон (вьет. Bắc Sơn)                | 27,45         | 6.214           |
| Вангдань (вьет. Vàng Danh)            | 54,16         | 13.970          |
| общины (2)                            |               |                 |
| Тхыонгйенконг (вьет. Thượng Yên Công) | 67,67         | 5.419           |
| Дьенконг (вьет. Điền Công)            | 12,46         | 1.842           |

## Экономика

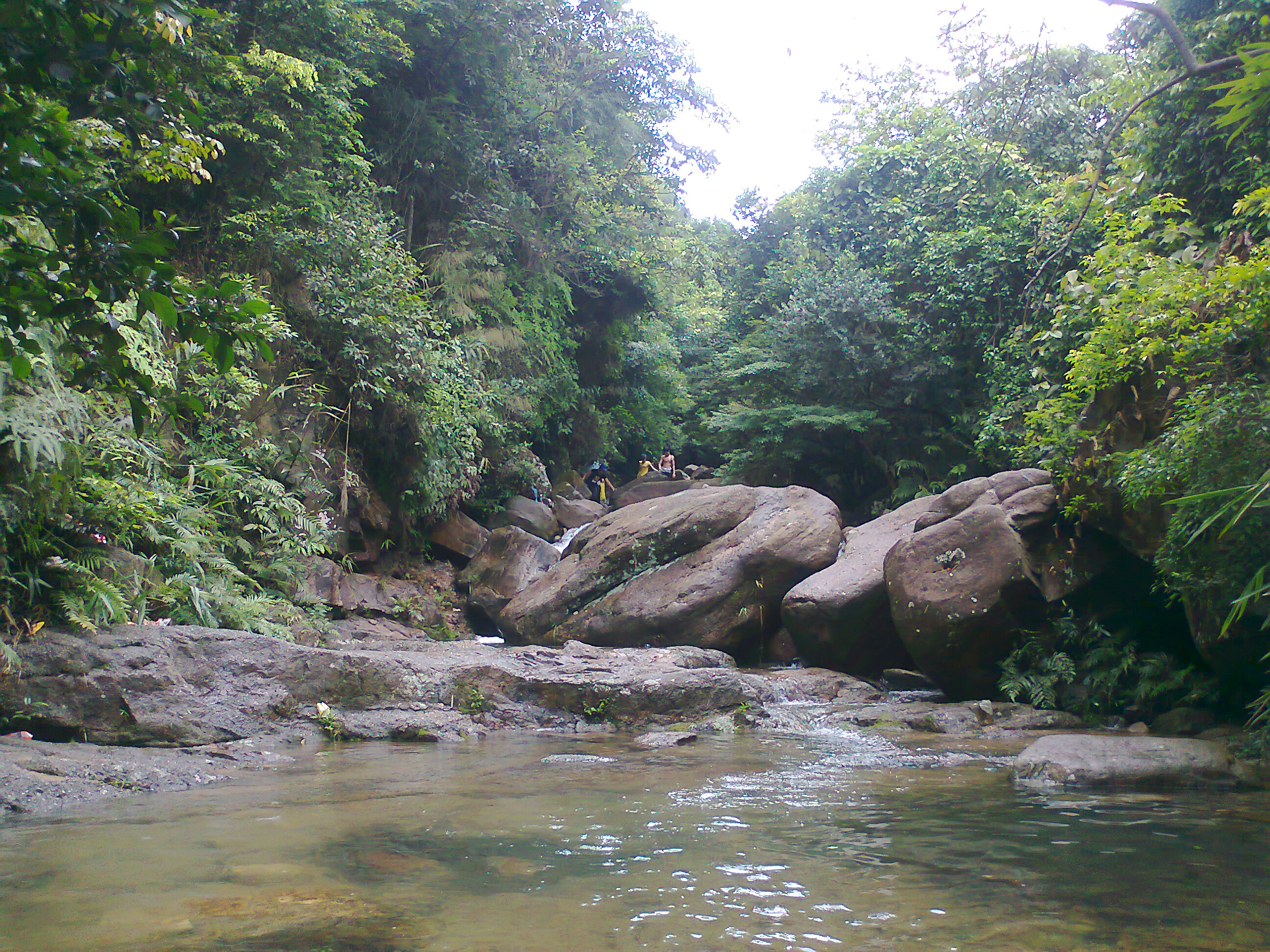
Водоём близ Уонгби

В городе развиты такие отрасли как добыча угля, строительство, машиностроение, туризм, торговля, производство пищевых продуктов. Уонгби называют колыбелью промышленного производства электричества, там находится угольная тепловая электростанция на 300 мегаватт. Электроэнергию из Уонгби продают в Китай. Добывающая отрасль критикуется специалистами за устаревшие методы выработки (открытым способом) и за плохую инфраструктуру, что приводит к ухудшению экологической обстановки.
В Уонгби находится один из самых крупных в стране заводов по переработке сосновой живицы.
С 2005 по 2010 год экономический рост города составлял 17 % в год; среднедушевой доход — 1465 долларов США на душу населения в год. В 2015 году ожидается, что средредушевой доход достигнет 3000 долларов США. С 1991 года в Уонгби работает первая в стране иностранная угледобывающая компания «PT Vietmindo Energitama» из Индонезии.

## Туризм
Возле города расположено множество туристических достопримечательностей, главной из которых является природный заповедник Йенты (на северо-западе города, на границе с провинцией Бакзянг). В заповеднике находится гора Йенты и растущая на ней священная роща, в которой находится множество храмов. Весной там проводят фестиваль близ местной «Ароматной пагоды» (chùa Hương) В 2010 году в Уонгби ожидалось три миллиона туристов, причём рост их количества составлял 57,7 % в год.